# Wolfram Rudolphi

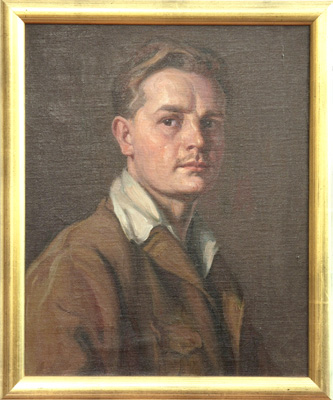
Wolfram Rudolphi. Um 1930 gemalt von seinem Vater Johannes Rudolphi.

Wolfram Rudolphi (* 14. Juni 1906 in Zehlendorf b. Berlin; † 18. Oktober 1992 in Berlin-Lichterfelde) war ein deutscher Kunstmaler und Grafiker.

## Leben
Der aus einer Künstlerfamilie stammende Wolfram Rudolphi war der zweite Sohn des Landschaftsmalers Johannes Rudolphi und der Kunstmalerin Margarete Rudolphi, einer Tochter des Königlichen Hofbaurats Franz Haeberlin. Nach dem Schulbesuch in Zehlendorf entschied er sich wie seine Eltern für einen künstlerischen Beruf und ging von 1925 bis 1930 zum Studium an die Kunstgewerbeschule in Berlin-Charlottenburg zu Edmund Schaefer und Hans Orlowski. In Ateliers von Kunstmalern erlangte er zudem praktische Kenntnisse. 
Nach der Ausbildung arbeitete Rudolphi von 1930 bis 1940 als freischaffender Künstler. Die Motive für seine hauptsächlich in Aquarell gemalten Bilder fand er auf Reisen durch Brandenburg, in den Harz, nach Halberstadt und Quedlinburg. Durch seine auf Ausstellungen gezeigten Werke „entwickelt[e] sich ein andauerndes Auftragsverhältnis mit dem Herzogenpaar Ernst-August von Braunschweig-Lüneburg und Tochter Friederike […]“.
Anfang des Zweiten Weltkriegs heiratete Wolfram Rudolphi im August 1940 Renate von Eberstein und zog mit ihr in das Haus seiner Eltern in Berlin-Schlachtensee. Danach absolvierte er den Kriegsdienst. Nach Rückkehr aus der Gefangenschaft versuchte er ab 1946 wieder als freischaffender Künstler zu arbeiten, nahm in der Nachkriegszeit aber auch handwerkliche Tätigkeiten in Festanstellung an. Als Rudolphi 1957 eine Beschäftigung im Kulturbereich des Berliner Senats erhielt, entstanden nur noch wenige Bilder. Erst ab 1971 widmete er sich erneut der Landschaftsmalerei mit Motiven aus verschiedenen Regionen Deutschlands und dem Ausland.

## Werke (Auswahl)
- Fahrlander See im Hintergrund, 1934
- Gotisches Tor im Park Klein-Glienicke, 1935
- Im Fenn, 1937
- Altstadt von Neckarsteinach, 1938
- Blick auf Quedlinburg, 1939
- Landidylle, 1945
- In der Altmark, 1946
- Am Schlachtensee, 1947
- Feldblumenstrauß, 1947
- Landhaus in Schlachtensee, 1948
- verschiedene Blumen- und Pflanzenaquarelle, 1948
- „Großes Fenster“ an der Havel, 1949
- Zell am See, 1950
- Fachwerkhäuser in Schwalenberg, 1952
- Höhenzüge bei Lemgo, 1952
- In den Ligurischen Seealpen, 1974
- Blick ins Engadin, 1976
- Fernblick von Corfu aus, 1977
- Rhön im Fernblick, 1978
- Bergmargeriten, 1979
- Baum in der Berglandschaft, 1981
- Winter im Alpenvorland, 1982
- Wildrosen im blauen Henkeltopf, 1984
- An der Altmühl, 1985
- Schloss Charlottenburg, 1986
- Blick zur Pfaueninsel 1988
- Landhaus im Luberon, 1989
- Die Phryne in Kleinmachnow, 1990
- Blick über den Stölpchensee, 1991
- Gletschernelke und Alpenaster, 1992